# Yin Changheng
Yin Changheng (尹昌衡, 11 juillet 1884 – 26 mai 1953), est un chef militaire chinois du Sichuan, membre du Tongmenghui. Pendant la révolution chinoise de 1911, il devint l'un des meneurs de l'armée révolutionnaire au Sichuan, puis le premier gouverneur militaire de la province. Il est l'un des fondateurs de l'armée du Sichuan (clique du Sichuan). Son nom de naissance est Changyi (昌儀) et son prénom de courtoisie est Shuo Quan (碩権).

## Biographie

### Années révolutionnaires
En 1903, Yin Changheng entre à l'école du Sichuan dans la première promotion. L'année suivante, il se rend au Japon étudier à la Tokyo Shinbu Gakkō grâce à des fonds publics, et poursuit jusqu'à son diplôme de l'école d'infanterie de la 6e promotion de l'académie de l'armée impériale japonaise. Durant son séjour au Japon, il approuve l'idéologie de la révolution, devient membre du Tongmenghui en 1906 puis participe à la « fête des guerriers sang-et-fer »,.
En 1908, Yin Changheng retourne en Chine et participe aux manœuvres des nouvelles armées à Tianjin. En 1909, il se rend au Guangxi où il est nommé chef du bureau des traductions au centre d'entraînement du Guangxi et instructeur du collège d'État-major. Mais en 1910, les autorités Qing le suspectent d'être secrètement partisan du mouvement révolutionnaire anti-Qing, il démissionne alors et retourne au Sichuan. Il ne faut pas longtemps avant qu'il ne soit nommé chef des traductions du centre du Sichuan et instructeur. En 1911, il devient vice-président du centre d'entraînement de la Nouvelle armée et président temporaire de l'école militaire élémentaire,.

### Premier gouverneur militaire du Sichuan
Pendant la révolution chinoise de 1911 au mois d'octobre, les révolutionnaires du Shichuan se rebellent également, et le vice-roi du Sichuan Zhao Erfeng est chassé de son poste. Les révolutionnaires établissent le gouvernement militaire Grand Han du Sichuan à Chengdu et Pu Dianjun, le président de l'assemblée provinciale du Sichuan, devient gouverneur militaire. Yin Changheng devient directeur de la guerre de Pu. Mais le 8 décembre, une partie de l'armée du Sichuan se révolte à Chengdu pour cause de défaut de paiement de leurs gages et Pu fuit hors de la province. Yin commande son armée et réprime rapidement la rébellion puis succède à Pu grâce au soutien de l'opinion publique. Le 22 décembre, Yin capture Zhao Erfeng et le fait exécuter pour cause de conspiration contre la révolution,.
En janvier 1912, Yin Changheng commence à négocier avec le gouvernement militaire Shu, dont le chef est Zhang Peijue, qui s'est établi à Chongqing en novembre 1911. Le 21 mars, les deux gouvernements s'entendent pour fusionner et donne naissance au Nouveau gouvernement du Sichuan. Yin reste gouverneur militaire et Zhang devient son second,.
À l'époque, l'armée tibétaine, soutenue par les Britanniques, affronte l'armée du Sichuan à la frontière entre les deux régions. Le 22 avril, Yin est nommé commandant en chef de l'« Armée pour l'assujettissement du Tibet » par Yuan Shikai. Le 10 juillet, il défait l'armée tibétaine. Le 25 décembre, il a également occupé le poste de commandant de la pacification de la frontière du Sichuan. Le mois suivant, il reçoit le grade de lieutenant-général. En avril 1913, il revient en triomphe à Chengdu,.

### Chute et fin de vie
Après son retour à Chengdu, Yin Changheng entre en désaccord avec le fonctionnaire local, Hu Jingyi. Celui-ci aspire à remplacer Yin comme gouverneur militaire du Sichuan et approche Yuan Shikai. Le 13 juin 1913, Yin est changé de poste pour devenir commandant administratif à la frontière du Sichuan, et Hu le remplace sur son siège. Yin proteste auprès de Yuan Shikai mais il ne change pas de décision. Yin perd ainsi le pouvoir au Sichuan,.
Ayant été ainsi mis à l'écart, Yin Changheng perd sa motivation et en novembre 1913 se rend à Pékin pour repos de maladie. En janvier 1914, son poste de commandant administratif est aboli. En un court instant, le frère aîné de Zhao Erfeng, Zhao Erxun, coopère avec Hu Jingyi et complote contre Yin. Le 2 février, Yin est arrêté sur l'ordre de Yuan et condamné à neuf ans de prison pour l'assassinat de Zhao Erfeng,.
En juin 1916, Yuan Shikai meurt et Yin est gracié. Il devient plus tard conseiller du gouverneur militaire du Jiangsu, Li Chun. En 1920, Yin devient le subordonné de Sun Yat-sen mais l'année suivante il quitte la vie politique et se retire à Chengdu. Lors de l'établissement de la République populaire de Chine, Yin reste au Sichuan. Il meurt le 26 mai 1953 au Xikang,.